# Philipp von Hessen-Kassel

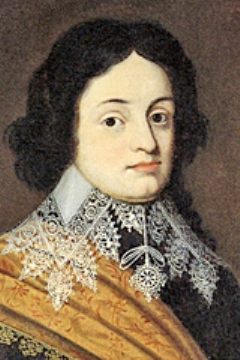
Philipp von Hessen-Kassel etwa 20-jährig

Philipp von Hessen-Kassel (* 26. Novemberjul. / 6. Dezember 1604greg. in Kassel; † 17. Augustjul. / 27. August 1626greg. bei Lutter am Barenberge) war ein Prinz aus dem Haus Hessen. (In der Grabrede von 1626 wird er als „Landgraf“ bezeichnet, obwohl er bereits vor der Begründung der Rotenburger Quart verschieden war und daher im Gegensatz zu seinen jüngeren Brüdern nicht mehr Landgraf wurde.)

## Leben
Philipp war der vierte Sohn des Landgrafen Moritz von Hessen-Kassel und der älteste aus seines Vaters zweiter Ehe mit Juliane von Nassau-Dillenburg. Aus seiner ersten Ehe mit Agnes zu Solms-Laubach hatte Moritz neben drei Söhnen auch eine Tochter.
Philipp erhielt, gemeinsam mit seinem zwei Jahre älteren Halbbruder Wilhelm, eine calvinistisch-humanistische Bildung in Straßburg, Basel, Zürich und Genf (1614–1615), danach an der von seinem Vater gegründeten Hofschule Collegium Mauritianum in Kassel. In einem Sammelheft mit unter Lehreraufsicht angefertigten Probearbeiten der Söhne und Töchter Moritz’ für ihren Vater sind auch mehrere lateinische Arbeiten von Philipp erhalten.
Nach Ausbruch des Dreißigjährigen Kriegs erhielt er 1619 eine militärische Ausbildung in Den Haag und nahm danach an Feldzügen der Vereinigten Niederlande teil. 1624 bekam er eine Domherren-Pfründe am lutherischen Bremer Dom. Im Mai 1626 wurde er Obrist der Hessen-Kasseler Reiterei unter dem Oberkommando Christians IV. von Dänemark. In der Schlacht bei Lutter, in der das dänische Heer der Armee Tillys unterlag, wurde er im Gesicht schwer verwundet und gefangen genommen. Er sollte gegen Lösegeld freikommen, aber ein kaiserlicher Reiter erschoss ihn beim Streit um die Verteilung des Lösegelds. Ein Plan des Schlachtfelds aus dem 19. Jahrhundert verzeichnet die Stelle bei Hahausen, wo er gestorben sein soll. Tilly ließ seine Leiche nach Kassel überführen, wo Philipp in der Landgrafen-Gruft unter der Martinskirche beigesetzt wurde.